# Oficina Oval

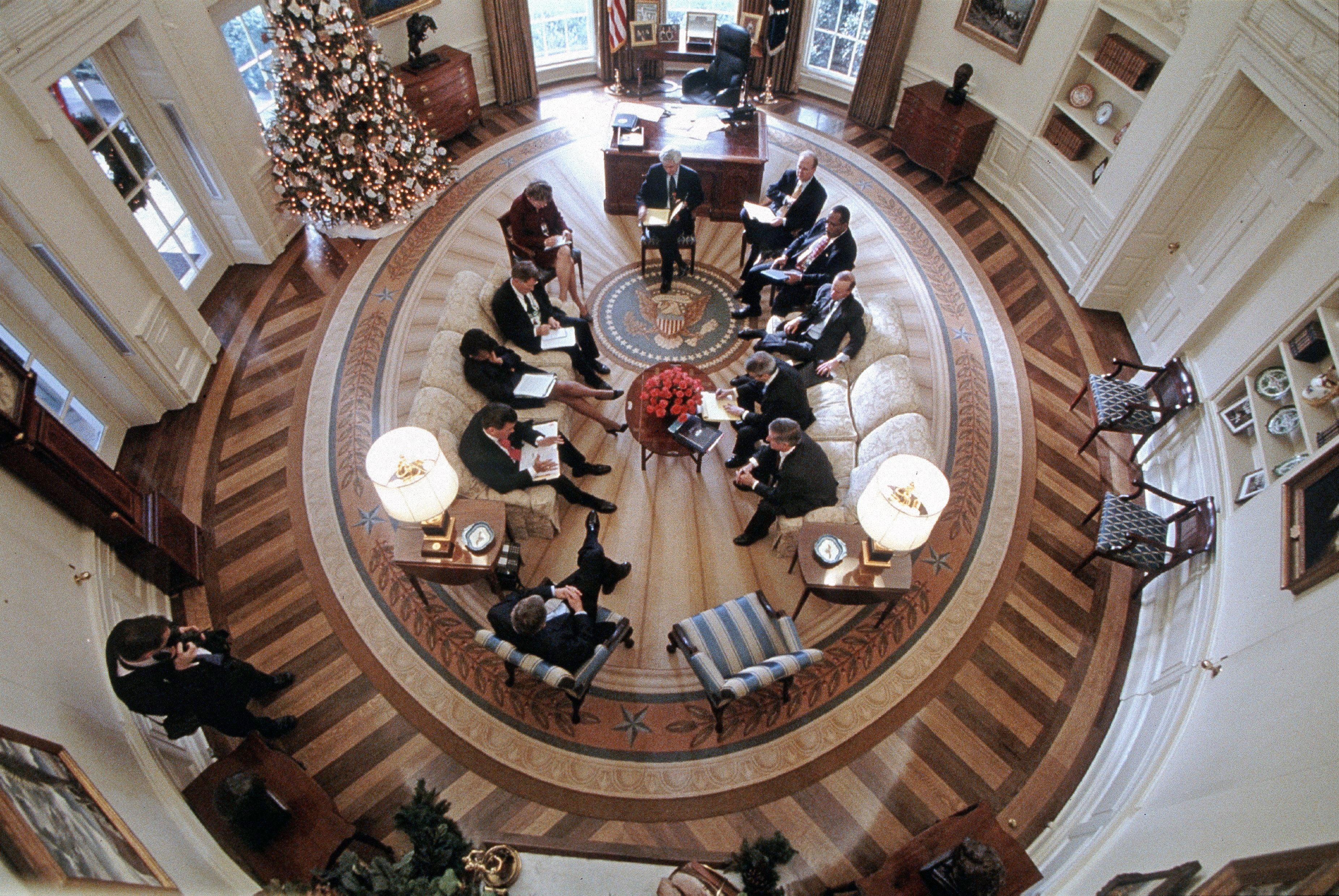
La Oficina Oval.

La Oficina Oval (Oval Office, en inglés) o Despacho Oval es la oficina oficial del presidente de los Estados Unidos. Situada en el Ala Oeste de la Casa Blanca, la estancia fue diseñada con forma ovalada, con tres ventanas altas orientadas al sur detrás del  escritorio (tradicionalmente el escritorio Resolute) y hay una chimenea en el lado norte.
La Oficina Oval tiene cuatro puertas: la del lado este da al Jardín de las Rosas; la oeste da paso a un cuarto de estudio privado con otra puerta a la oficina del jefe de Gabinete de la Casa Blanca; la noroeste permite la entrada al corredor principal del ala oeste; y la noreste da acceso a la oficina del secretario del presidente.

## Arquitectura y decoración

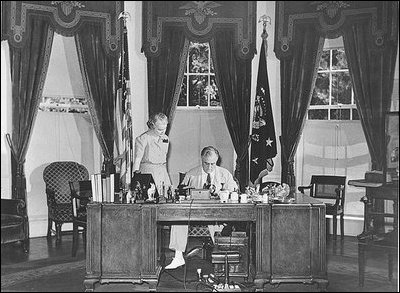
La Oficina Oval en 1934, durante la Administración del presidente Franklin D. Roosevelt, sentado.

La oficina oficial de trabajo del presidente se trasladó de la residencia principal a la nueva ala oeste de la Casa Blanca en 1902. Al principio, el presidente tenía una oficina rectangular en el centro de la nueva ala. La primera Oficina Oval fue construida en 1909, durante la administración del presidente Taft. La intención del presidente Taft era que la oficina estuviera en el centro del ala. Localizándolo en el centro del Ala Oeste, así podría estar más implicado con el día a día del funcionamiento de su Presidencia.

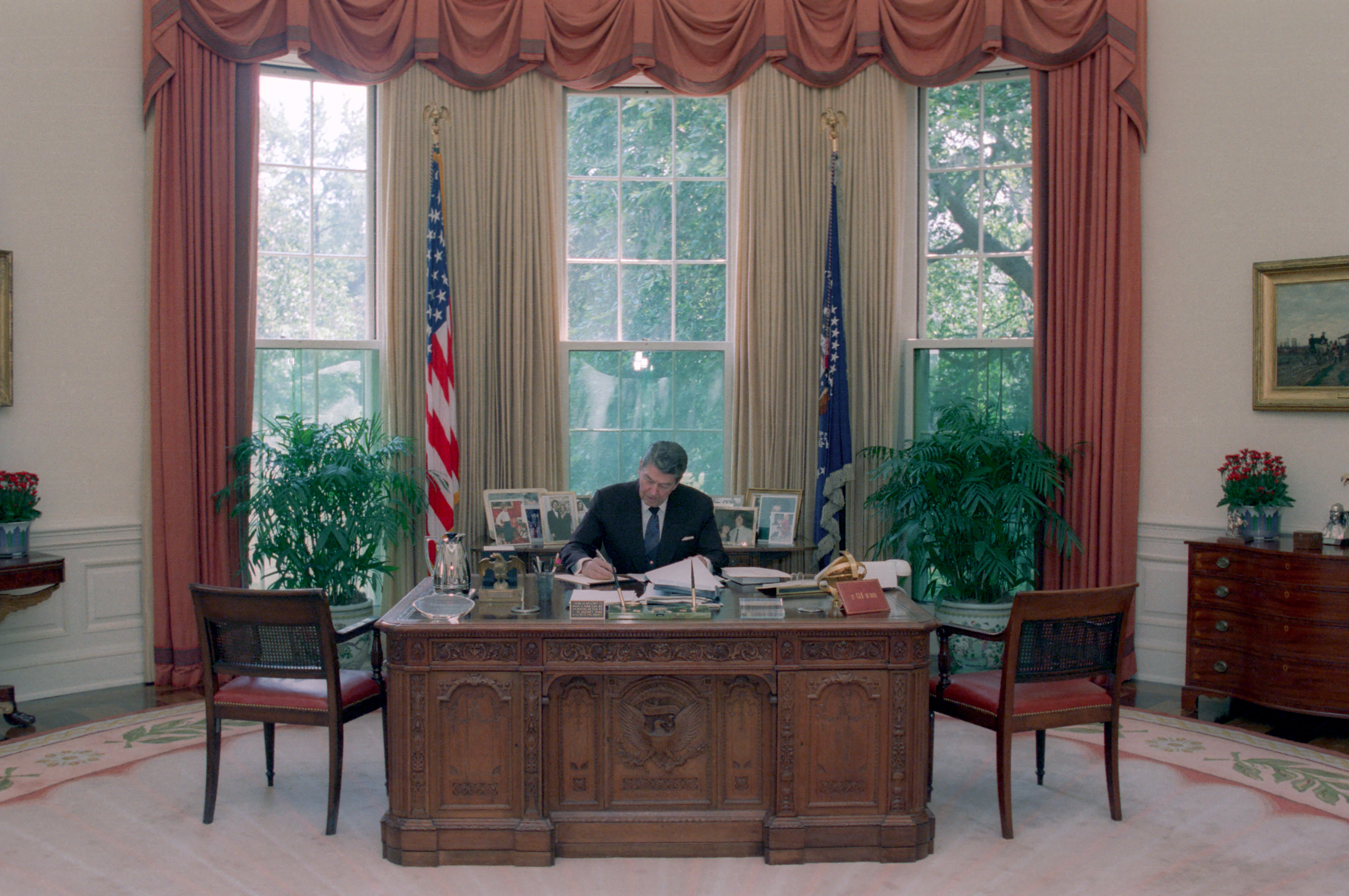
La Oficina Oval en 1988, durante la Administración del presidente Ronald Reagan. Las cortinas son las mismas de la Administración del presidente Gerald Ford.

 El 24 de diciembre de 1929, un incendio dañó el ala oeste durante la Administración del presidente Herbert Hoover, circunstancia que requirió su reconstrucción. El presidente Hoover reconstruyó la Oficina Oval en el mismo lugar, el centro, y mejoró la calidad de la tapicería y la primera instalación de aire acondicionado. Insatisfecho con el tamaño y el diseño del Ala Oeste, el presidente Franklin D. Roosevelt contrató al arquitecto Eric Gugler para rediseñar el Ala Oeste con la Oficina Oval colocado en la esquina sureste, que ofrece más privacidad y un acceso más fácil a la residencia. El presidente Roosevelt trabajó en estrecha colaboración con Eric Gugler y concibió arquitectónicamente una estancia más grande que los dos despachos anteriores, con fuertes detalles georgianos: puertas rematadas en frontón, librerías encastradas, grandes molduras y un gran sello presidencial en el centro del techo.

## Escritorio Resolute

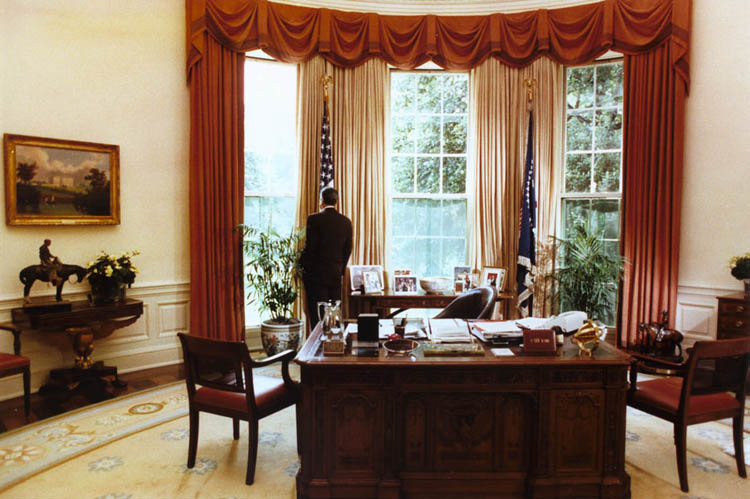
El presidente Reagan detrás del escritorio Resolute. El presidente Reagan siguió utilizando el escritorio Resolute que el presidente Jimmy Carter regresó a la oficina en su Administración. La primera dama Nancy Reagan contribuyó diseñando la alfombra y con la colocación de mobiliario.

El escritorio Resolute es el escritorio más frecuentemente seleccionado por los presidentes de EE. UU. para su uso en la Oficina Oval. Fue un regalo de la reina Victoria al presidente Rutherford B. Hayes en 1880.
El escritorio está hecho de la madera de un buque británico llamado el HMS Resolute. El buque fue abandonado por los británicos en los mares del Ártico por estar estancado en el hielo durante dos años. Años después, el buque fue encontrado por un barco estadounidense y fue llevado al Reino Unido como un símbolo de amistad entre los dos países, el 17 de diciembre de 1856. Cuando el barco fue desguazado, en 1879, la reina Victoria mandó hacer dos escritorios de madera del antiguo navío. Uno es el que está en la Oficina Oval, y el otro está en el palacio de Buckingham en Londres. Cada presidente desde Hayes, salvo Lyndon B. Johnson, Richard Nixon y Gerald Ford, han utilizado el escritorio en la Casa Blanca.

## Legado

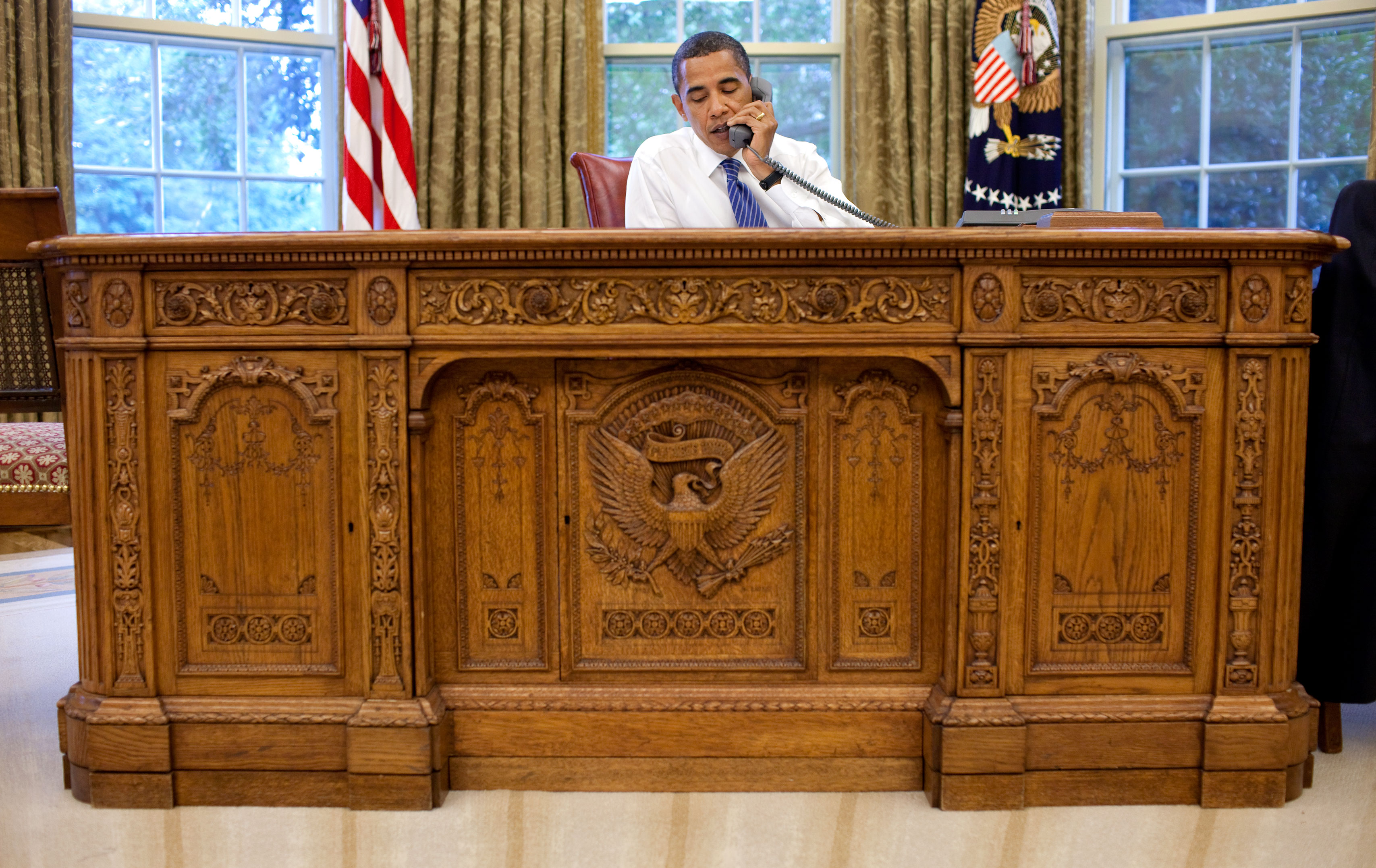
El presidente Barack Obama sentado tras el escritorio Resolute.

La Oficina Oval se ha convertido en un símbolo de la Presidencia para los estadounidenses. Y lo es gracias a imágenes memorables como la de Kennedy dando la noticia de la crisis de los misiles de Cuba, la de Richard Nixon hablando con los astronautas del Apolo 11 tras el éxito de su viaje, la de Ronald Reagan hablando con el pueblo tras la explosión del transbordador espacial Challenger o la de George W. Bush hablando a la nación tras los ataques del 11 de septiembre. También de imágenes cariñosas como la del hijo de Kennedy asomándose a través del panel frontal del escritorio Resolute y la hija de Jimmy Carter intentando alegrar a su padre con su gato siamés, llamado Misty Malarky Ying Yang.